# Ch-58

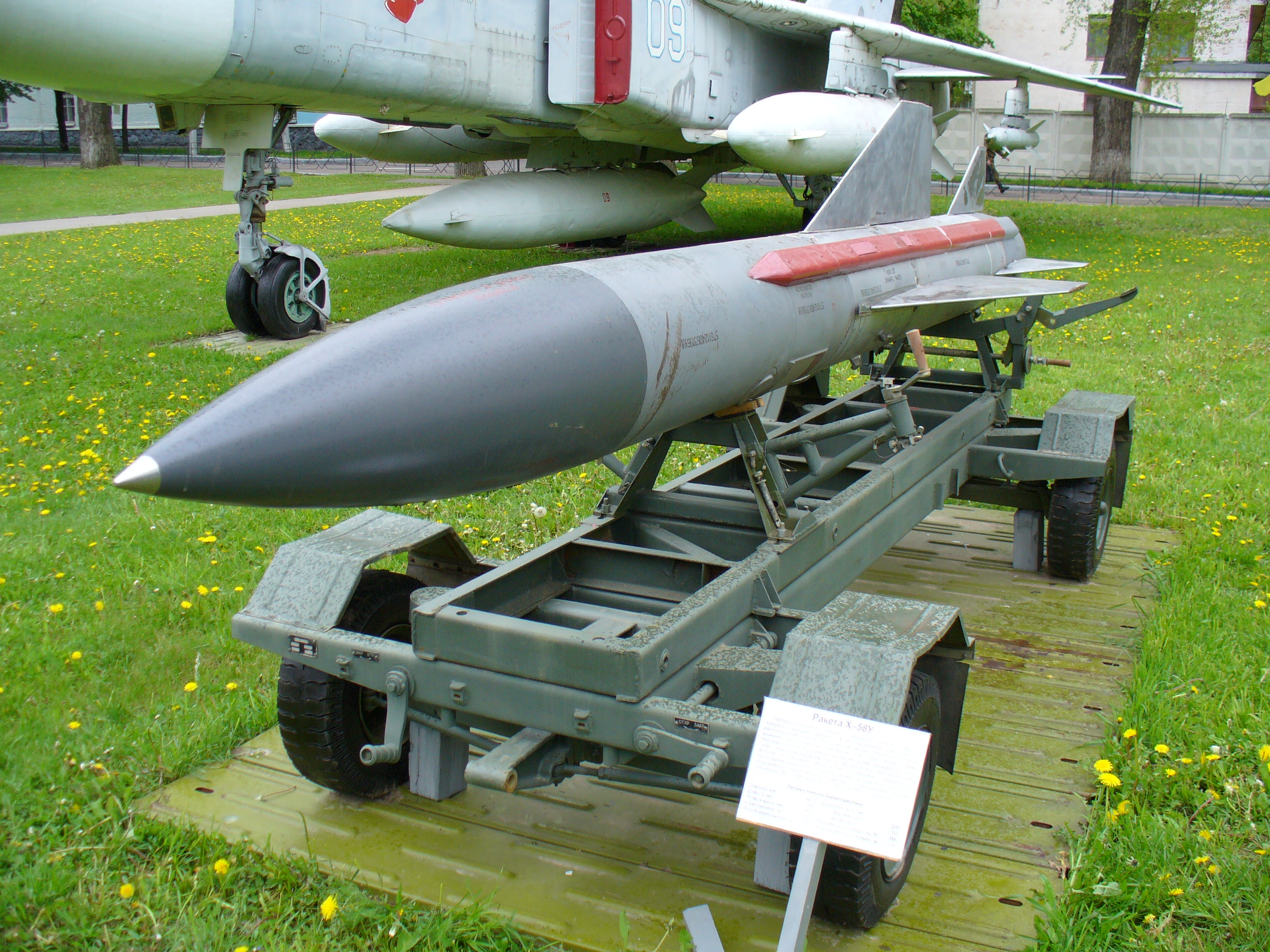
Ch-58U

Ch-58 (ros. Х-58, kod NATO AS-11 Kilter) – radziecki przeciwradarowy pocisk rakietowy klasy powietrze-ziemia.

## Historia
Pocisk Ch-58 został zaprojektowany dla samolotu Su-24. Prace nad pociskiem przeciągały się i dlatego Su-24 został uzbrojony początkowo w Ch-28, a rakiety Ch-58 były przenoszone dopiero przez zmodernizowane Su-24M, a następnie zintegrowano je z samolotami MiG-25BM, MiG-27 i Su-17.
Rakieta Ch-58 miała osiowo-symetryczny klasyczny układ aerodynamiczny z trójkątnymi skrzydłami w środkowej części kadłuba i umieszczonymi za nimi czterema skrzydłami. Z tyłu pocisku znajduje się silnik rakietowy na stały materiał pędny i napędy sterów, w środkowej części głowica bojowa o masie ok. 150 kg, a w przedniej głowica samonaprowadzająca PRG-58M, aparatura sterowania pociskiem SAU-3-58R i blok zasilania. Głowica PRG-58M produkowana była przynajmniej w czterech wersjach pracujących w różnych pasmach promieniowania elektromagnetycznego. Mogły one naprowadzać pocisk na źródła promieniowania elektromagnetycznego o częstotliwości od 1,3 do 10 GHz. 
Do programowania głowicy PRG-58M może być użytych kilka wzorów aparatury. W Su-17 i MiG-27 jest to aparatura Wjuga (mogąca także programować pociski Ch-27 i Ch-25MP), w Mig-25BM wykorzystywana jest aparatura Sycz-M wchodząca w skład systemu Jaguar, a Su-24M używa aparatury Ł-081 Fantasmagoria (występuje ona w trzech odmianach działających w różnych pasmach).
Ch-58 jest przenoszona na belkach katapultowych AKU-58 zamocowanych do węzłów uzbrojenia. Rakieta jest zrzucana z belki z wyłączonym silnikiem, którego uruchomienie następuje w bezpiecznej odległości od nosiciela. Po uruchomieniu silnika rakieta wznosi się na pułap zapewniający osiągnięcie maksymalnego zasięgu, po czym zaczyna nurkowanie w kierunku celu. Pocisk wyposażony jest w układ zapamiętujący położenie celu, dzięki czemu przerwanie przez cel emisji promieniowania elektromagnetycznego nie pozwala uniknąć trafienia. Według deklaracji producenta istnieje 80% prawdopodobieństwo trafienia w okrąg o promieniu 20 m od pracującej stacji radarowej. 

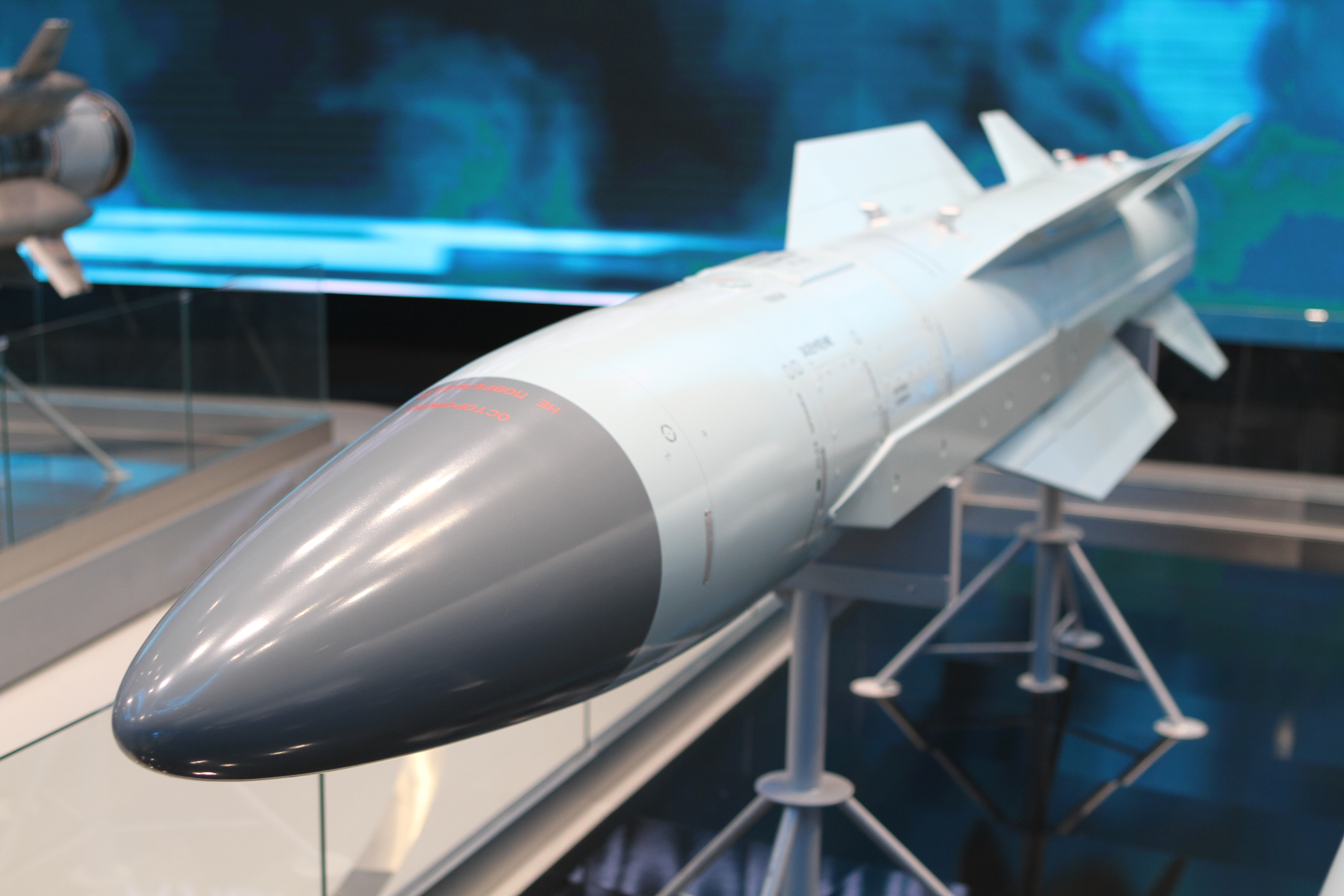
Ch-58USzKE

W ZSRR eksploatowano rakietę w wersjach Ch-58 i zmodernizowanej Ch-58U. Ich wersje eksportowe miały oznaczenia odpowiednio Ch-58E i Ch-58UE. W latach 90. ujawniono wersję Ch-58A wyposażoną w aktywną głowicę radiolokacyjną, przeznaczoną do zwalczania celów nawodnych. Wersja ta prawdopodobnie nie jest produkowana seryjnie. Nowszą wersją zmodernizowaną jest Ch-58USzKE (ros. Х-58УШКЭ).
Rakiety Ch-58 są nadal używane przez siły zbrojne Federacji Rosyjskiej, ale w uzbrojeniu znajduje się także rakieta Ch-31P, która ma je zastąpić. Wersja Ch-58UE została w latach 80 XX w. wyeksportowana do kilku krajów.

## Dane taktyczno-techniczne
- Masa: 640 kg
- Masa głowicy bojowej: 149 kg
- Długość: 4,80 m
- Średnica kadłuba: 0,38 m
- Rozpiętość: 1,17 m
- Prędkość: 3,6 Ma
- Zasięg: do 120 km